# Coracornis sanghirensis
Coracornis sanghirensis е вид птица от семейство Pachycephalidae. Видът е критично застрашен от изчезване.

## Разпространение
Разпространен е в Индонезия.